# Why the Hell are You Here, Teacher!?
Why the Hell are You Here, Teacher!? (яп. なんでここに先生が!? Нандэ коко ни сэнсэй га!?) — японская серия манги, написанная и проиллюстрированная Соборо. Изначально в 2015 году она выходила одиночными выпусками в журнале Weekly Young Magazine издательства Kodansha под заголовком Golden Times (яп. ゴールデンタイムズ). В 2016 году начала постоянно сериализоваться в том же журнале.
1 октября 2018 года было объявлено о создании аниме-адаптации студией Tear Studio. В роли режиссёра-постановщика выступил Хирако Канэко, известный по работам Valkyrie Drive: Mermaid, Tsuredure Children и The Qwaser of Stigmata, а ответственным за дизайн персонажей стал Кадзухико Тамура. Открывающая композиция сериала «Bon Kyu— Bon wa Kare no Mono» была исполнена сэйю Сумирэ Уэсакой, а музыкальное сопровождение было написано композитором Gin. Премьера на различных телеканалах Японии состоялась 7 апреля 2019 года. Незадолго до старта показа сериала на телевидении было объявлено о том, что издание на носителе Blu-ray Disc, запланированное на декабрь 2019 года, будет выпущено в версии без цензуры, а также будет содержать дополнительную серию.

## Сюжет
Сюжет работы построен из отдельных двусмысленных ситуаций, в которые попадают главные герои Кана Кодзима и Итиро Сато.
Учительница Кана Кодзима обладает крайне привлекательной внешностью, однако известна среди своих учеников как «учитель-демон». Однажды ученик старшей школы Итиро Сато, зайдя в кабинку мужского туалета, обнаруживает там Кодзиму, которая оказалась в нём из-за проблем с женской уборной. Попытка Сато ретироваться обернулась провалом, поскольку дверь кабинки заклинило, и двусмысленная ситуация усугубилась тем, что Кодзима с трудом сдерживалась от желания воспользоваться туалетом по прямому назначению. Надвигающийся скандал был прерван зашедшими в туалет другими учениками, из-за чего Кодзима решилась заставить Сато помолчать, прижав его к собственной груди. Вскоре выясняется, что и Итиро с трудом пытается сдержать своё мочеиспускание.

## Персонажи

### Учителя
Кана Кодзима (яп. 児嶋加奈 Кодзима Кана)
Сэйю: Сумирэ Уэсака (японский), Мэгги Флекно (английский)
Учительница старших классов в Западная Каванума (яп. Kawanuma West 川沼西高校) по японскому языку. Среди учащихся она известна, как «Дьявольская Учительница» (яп. 鬼の児嶋 oni no kojima) из-за её вспыльчивого характера. Но когда она оказывается рядом с Ичиро Сато, то становится застенчивой и неуклюжей. Они вместе попадают в ряд неприличных эротических ситуаций. Выясняется, что она родом из того же города, что и мать СатоCh. 4 As a high school student, she was shy and wore glasses, but was encouraged by Sato to become a teacher.Гл. 7. Позже они с Сато становятся паройГл. 11. В бонусной главе первого тома рассказывается, что она часто навещает его, пока он учится в колледжеГл. 10.5. Позже они с Ичиро обручились и стали жить вместе.
Маю Мацукадзэ (яп. 松風 真由 Мацукадзэ Маю)
Сэйю: Юко Гото; Мелоди Спэйд
Учительница рисования и советник студенческого совета Западной Каванумы. Она очень миниатюрна, но при этом очень красива и заплетает волосы в косы. Её очень любят ученики, которые называют её, как «Леди Мацукадзэ» (яп. 聖母松風 Seibo Matsukaze). Она добрая и нежнаяТом 2. Как и её коллега Кодзима, она становится очень неуклюжей и легкомысленной, когда находится рядом с парнем, который ей нравится, а именно с Рином Судзуки, который помог ей в прошлом, когда она пыталась вовремя сдать экзамен на звание учителяТом 2.
Хикари Хадзакура (яп. 葉桜 ひかり Хадзакура Хикари)
Сэйю: Сидзука Исигами; Моника Риал
Учительница физкультуры из Восточной Каванумы. Она сорванец, озорная и свободолюбивая, и её любят ученики. Она консультирует студенческий совет и тренирует команду по плаванию. С Такаси она ведёт себя очень непринуждённо и искренне заботится о нём. В конце концов они начинают встречатьсяТом 3.
Тидзуру Татибана (яп. 立花 千鶴 Татибана Тидзуру)
Сэйю: Нодзоми Ямамото; Эмбер Ли Коннорс
Школьная медсестра из Восточной Каванумы. У неё светло-серые волосы. Она известна, как «Абсолютный ноль» Татибана (яп. 絶対零度の立花 zettaireido no Tachibana) за её холодное и невыразительное отношение к учащимся. Желая лучше общаться с учениками, она приглянулась Ко Танаке и без проблем переоделась в его присутствии. В конце концов она принимает его признание. В бонусной главе у них происходит близость в отеле любвиТом 4. В конце концов выходит за Танаку и у них рождается дочь.
Франческа Хомура (яп. ホムラ・フランチェスカ Хомура Франческа)
Новая помощница учителя иностранных языков в Западной Кавануме. Ей 15 лет, она бывшая одноклассница Саи и Ёрито. Она пропустила несколько классов, училась за границей, окончила университет и вернулась в Японию. Ей нравится Йорито, и она надеется завоевать его расположениеТом 5.
Идзуми Инокава (яп. 猪川泉 Идзуми Инокава)
Учительница географии и истории в частной старшей школе Асаока, миниатюрная женщина с длинными тёмными волосами, известная как «призрак-преследователь», внезапно появляющаяся рядом с учениками и раскрывающая их личную информацию, которую она изучала, чтобы стать ближе к своим ученикамТом 6.
Сакура Окамото (яп. 岡本桜花 Окамото Сакура)
Девушка, которая является известной участницей японской идол-группы под названием Natadeko Musume (яп. ナタデコ娘). Вместе с Ямато — друзья детства. Ямато называет её Сакура-ни-тян. Втайне она очень серьёзный человек, постоянно учится и становится учителем в школе Асаока под именем Оука Окамото, носит очки и тиееь чёрные волосыТом 7.

### Учащиеся
Итиро Сато (яп. 佐藤一 郎 Итиро Сато)
Сэйю: Рёта Судзуки, Маки Кавасэ (молодая); Остин Тиндл
Ученик 17 лет старшей школы Западной Каванумы на третьем курсе, который попадающий в неловкие ситуации со своим учителем Каной Кодзимой. Он хороший ученик, готовый закончить школу и поступить в университетТом 1. Во втором томе, он рассказывает своему другу Рин Судзуки, что они с Каной встречаютсяТом 2. В бонусной главе первого тома он — студент университета, которого часто навещает КанаТом 1.
Рин Судзуки (яп. 鈴木 凛 Судзуки Рин)
Сэйю: Тосики Масуда, Эндрю Лав
Ученик второго класса школы «Каванума Вест». Имеет устрашающий вид из-за своих размеров и глаз, но дружит с Сато с младших классов. Сато просит Рина попытаться завести новых друзей, так как он заканчивает школу и проводит больше времени с Каной. Рин старается, но чаще всего попадает в неловкие ситуации с учителем Маю МацуказеТом 2.
Сая Мацукадзэ (яп. 松風 さや Мацукадзэ Сая)
Сэйю: Юка Оцубо, Соня Мидоу
Младшая сестра Маю, ученица старшей школы Западной Каванумы и казначей студенческого совета. Она носит очки и более рассудительна, чем её легкомысленная сестраТома 2-4. Позже, она стала Председателем студенческого правительстваТом 5.
Такаси Такахаси (яп. 高橋 隆 Такахаси Такаси)
Сэйю: Кадзутоми Ямамото, Нодзоми Фуруки (молодой), Брайсон Баугус
Первокурсник школы Восточная Каванума и казначей студенческого совета. Он сосед Хазакуры-сенсея, которую он называет Хика, но она всегда относится к нему как к ребёнкуТом 3.
Ко Танака (яп. 田中 甲 Танака Ко)
Сэйю: Юсукэ Кобаяси, Ховард Ванг
Ученик третьего класса школы Западной Каванумы, друг Сато и Судзуки с младших классов. Он был президентом студенческого совета. За три месяца до окончания школы он клянётся, что у него будет девушка, но попадает в неловкие ситуации с Татибаной. Его признание в любви в конце концов принимается после окончания школыТом 4.
Ёрито Ито (яп. 伊藤 依人 Ито Ёрито)
Учащийся Западной Каванумы, когда Сая становится третьекурсницей. Влюблён в Саю, но чаще всего попадает в неловкие ситуации с Франческой ХомуройТом 5.
Ватару Ватанабэ (яп. 渡辺渉 Ватанабэ Ватару)
Ученик третьего класса старшей школы Асаока, который не ходит в школу, а большую часть времени проводит на работе. В разных ситуациях он оказывается рядом с Инокавой-сенсеем. Он начинает встречаться с ней в бонусной главеТом 6.
Ямато Ямамото (яп. 山本大和 Ямамото Ямато)
Он с детства дружит с Сакурой Окамото, ставшей знаменитой, и был потрясён, узнав, что она стала его учительницей. Он капитан команды по лёгкой атлетикеТом 7.

### Другие
Саки Сато (яп. 佐藤 咲 Сато Саки)
Сэйю: Хитоми Набатамэ, Джеки Бернард
Мать Итиро и подруга детства Каны.
Сио Сато (яп. 佐藤 詩緒 Сио Сато)
Сэйю: Хиёри Нитта, Калин Коутс
Младшая сестра Итиро.
Такеру Инокава (яп. 猪川タケル Инокава Такеру)
Младший брат Идзуми.

## Медиа

### Манга
Собору, автор манги опубликовал серию ваншотов под названием Золотые времена (яп. ゴールデンタイムズ Gōruden Taimuzu) в сэйнэн-журнале Young Magazine издательества Коданся с 15 октября 2015 года по 11 июля 2016 года. Позже название было изменено на Why the Hell Are You Here, Teacher!? и шесть частей были опубликованы в том же журнале с 17 октября по 21 ноября 2016 года. Сериализация началась в том же журнале 24 апреля 2017 года. В августе 2019 года, было анонсировано, что манга будет прерван из-за обострения болезни автора. Выпуск вернулся 19 августа 2024 года и был завершён 21 октября того же года. Издательство Кодянся собрала все главы в отдельные тома. Первый том был опубликован 6 января 2017 года. На 6 ноября 2020 года было издано 11 томов.
В июне 2020 года было объявлено, что компания BookWalker Global заключила партнерство с Kodansha USA на издание серию на английском языке, а первые три тома вышли в цифровом формате 14 июля 2020 года.

#### Тома
| №  | Японский             | Японский               | Английский            | Английский |
| №  | Дата публикации      | ISBN                   | Дата публикации       | ISBN       |
| -- | -------------------- | ---------------------- | --------------------- | ---------- |
| 1  | 6 января 2017 года   | ISBN 978-4-06-382904-4 | 14 июля 2020 года     |            |
| 2  | 6 сентября 2017 года | ISBN 978-4-06-510150-6 | 14 июля 2020 года     |            |
| 3  | 5 января 2018 года   | ISBN 978-4-06-510804-8 | 14 июля 2020 года     |            |
| 4  | 7 мая 2018 года      | ISBN 978-4-06-511380-6 | 18 августа 2020 года  |            |
| 5  | 5 октября 2018 года  | ISBN 978-4-06-513157-2 | 15 сентября 2020 года |            |
| 6  | 6 марта 2019 года    | ISBN 978-4-06-514807-5 | 13 октября 2020 года  |            |
| 7  | 20 июня 2019 года    | ISBN 978-4-06-515747-3 | 10 ноября 2020 года   |            |
| 8  | 6 сентября 2019 года | ISBN 978-4-06-513771-0 | 12 января 2021 года   |            |
| 9  | 6 декабря 2019 года  | ISBN 978-4-06-517858-4 | 12 января 2021 года   |            |
| 10 | 7 мая 2020 года      | ISBN 978-4-06-519541-3 | 9 февраля 2021 года   |            |
| 11 | 6 ноября 2020 года   | ISBN 978-4-06-521335-3 | 14 сентября 2021 года |            |

### Аниме
Аниме-сериал был анонсирован 1 октября 2018 года в 44-м выпуске Weekly Young Magazine. Режиссёром сериала стал Тосикацу Токоро, анимацией эпизодов занималась студия Tear Studio. Дизайн персонажей для сериала выполнил Казухико Тамура. Юки Такабаяси и Юри Фудзимару занимались композицией сериала, Хираку Канеко выступал в качестве главного режиссера, а Гин написал музыку. Сериал выходил в эфир с 8 апреля по 24 июня 2019 года на телеканалах Tokyo MX, BS11 и AT-X. Сэйю Сумирэ Уэсака исполнила открывающую тему сериала «Bon Kyu— Bon wa Kare no Mono» (яп. ボン♡キュッ♡ボンは彼のモノ♡). Закрывающая музкальная тема «Ringo-iro Memories» (яп. りんご色メモリーズ) в исполнении Уэсаки, Юко Гото, Сидзука Исигами и Нодзоми Ямамото, где каждая из сэйю исполнила свою версию в роли своих персонажей.
Американская развлекательная компания Sentai Filmworks лицензировала сериал для мировых регионов, исключая Азию. Сериал длился 12 эпизодов. Неотредактированный эпизод был включён в издание записанный на Blu-ray носитель, который был выпущен 11 декабря 2019 года. 6 июля 2019 года компания Sentai объявила, что выпускает дубляж сериала.

#### Эпизоды
| №   | Название | Анимация Режиссёр                                       | Сценарий        | Раскадровка      | Дата премьеры       |
| --- | --- | ------------------------------------------------------- | --------------- | ---------------- | ------------------- |
| 1   | «First Period» транслит..: «Gōrudentaimuzu / Ase shiri izumi» (ориг..: ゴールデンタイムズ / 汗尻泉)                            | Казухико Тамура                                         | Юуки Такабаяси  | Токоро Тосикацу  | 8 апреля 2019 года  |
| 2   | «Second Period» транслит..: «Amayadori/ fūrin-jiru» (ориг..: 雨宿り / 風梨汁)                                                  | Кадзухико Тамура, Тосимицу Кобаяси, Юичиро Мияке        | Акира Фудзимару | Токоро Тосикацу  | 15 апреля 2019 года |
| 3   | «Third Period» транслит..: «Yoi dore/ otonage» (ориг..: よいどれ / 大人げ)                                                     | Ивасаки Минору, Оноги Сансэй, Мани Сонода, Юитиро Мияке | Акира Фудзимару | Макото Танака    | 22 апреля 2019 года |
| 4   | «Fourth Period» транслит..: «Yakusoku» (ориг..: 約束)                                                                          | Мацусита Киёси Юичиро Мияке Акира Оцука                 | Юуки Такабаяси  | Макото Танака    | 29 апреля 2019 года |
| 5   | «Fifth Period» транслит..: «Seibo in / ma n ◯ n densha» (ориг..: 聖母in / まん◯ん電車)                                         | Ван Вэйфэн, Такеши Кушита, Акира Оцука                  | Акира Фудзимару | Токоро Тосикацу  | 6 мая 2019 года     |
| 6   | «Sixth Period» транслит..: «Uki uki DAY/ pigi ~i bakku» (ориг..: ウキ雨季DAY / ぴぎぃバック)                                   | Акира Оцука, Юки Китадзима, Юичиро Мияке, Хаякава Наоми | Акира Фудзимару | Фудзисиро Кадзуя | 13 мая 2019 года    |
| 7   | «Seventh Period» транслит..: «Misshon Imposshiburu / Raburabu o Kaimono» (ориг..: ミッション淫ポッシブル / ラブラブお買いもの) | Неизвестно                                              | Неизвестно      | TBA              | 20 мая 2019 года    |
| 8   | «Eighth Period» транслит..: «Sounan Desu ne / Kīsutōn» (ориг..: ソウナンですね / キーすとーん)                                 | Неизвестно                                              | Неизвестно      | TBA              | 27 мая 2019 года    |
| 9   | «Ninth Period» транслит..: «Sikin '/ Tokoro YOU-ken» (ориг..: Sikin' / 所YOU権)                                                | Неизвестно                                              | Неизвестно      | TBA              | 3 июня 2019 года    |
| 10  | «Tenth Period» транслит..: «Muhyōjō/ Shanpantsu» (ориг..: 無氷情 / シャンパンツ)                                               | Неизвестно                                              | Неизвестно      | TBA              | 10 июня 2019 года   |
| 11  | «Eleventh Period» транслит..: «Kaisui Yoku / Sōnyū Hora» (ориг..: 海水欲 / 挿入洞)                                             | Неизвестно                                              | Неизвестно      | TBA              | 17 июня 2019 года   |
| 12  | «Twelfth Period» транслит..: «Bitā & Ūīto / Omedeta» (ориг..: 美ター&吸ィート / おめでた)                                      | Неизвестно                                              | Неизвестно      | TBA              | 24 июня 2019 года   |
| OVA | «Thirteenth Period» транслит..: «Nande Koko ni Sensei-tachi ga!?» (ориг..: なんでここに先生たちが!?)                           | Неизвестно                                              | Неизвестно      | TBA              | 11 декабря 2019     |

## Критика
Обозреватели различных порталов дали невысокую оценку аниме-адаптации Nande Koko ni Sensei ga!?. Крис Беверидж критик из «The Fandom Post», оценивая формат сериала, отметил, что сокращение эфирного времени, применённое к Nande Koko ni Sensei ga!?, позволяет комедийным работам лучше передавать шутки отдельных глав манги, не затягивая их излишне, что является преимуществом подобных работ перед настоящими короткометражными сериалами. Сюжет же картины, по мнению Бевериджа, оказался крайне далёк от сколько-нибудь реальных ситуаций и наполнен этти-фансервисом, ориентированным на ожидания мужской аудитории. Критик охарактеризовал материал работы как «проблемный» «софткор хентай» и констатировал, что он не будет иметь успеха у широкой аудитории, однако был заинтересован тем, насколько далеко его создатели зайдут в плане обхода цензурированных сцен.
Схожая оценка была дана и рецензентами Anime News Network. Признавая, что Nande Koko ni Sensei ga!? не является хорошей работой, критик Джеймс Беккет нашёл её смешной от предлагаемого аудитории смущающего содержимого. Линдзи Ловеридж охарактеризовала эту работу как «порнографию», которая «подразумевает покупку Blu-ray Disc для возможности насладиться всеми прелестями», и её не стоит рассматривать как романтическую комедию. Терон Мартин со своей стороны подчёркивал, что сюжетные ходы работы также могут не подходить всей аудитории, поскольку не каждый сможет расценить сцены сдерживания мочеиспускания и попытку вставить суппозиторий в анальное отверстие как сексуальные. Несмотря на это критики выделили удачную работу Сумирэ Уэсаки в роли Каны Кодзимы.

### Комментарии
1. ↑  Премьера сериала на телеканале «Tokyo MX» была запланирована на 7 апреля в 25:05, то есть фактически на 8 апреля в 1:05 по времени Японскому стандартному времени

### Сноски
1. 1 2 3 4 5  Nande Koko ni Sensei ga!? Manga Gets TV Anime (англ.). Anime News Network (30 сентября 2018). Дата обращения: 26 ноября 2018. Архивировано 5 декабря 2020 года.
2. ↑  何かとHなラブコメ「なんでここに先生が!?」TVアニメ化、児嶋先生は上坂すみれ (яп.). Natalie (1 октября 2018). Дата обращения: 27 апреля 2019. Архивировано 27 апреля 2019 года.
3. ↑  'Why the hell are you here, Teacher!?' TV Anime Reveals Cast, Staff, Visual (англ.). Anime News Network (30 сентября 2018). Дата обращения: 27 апреля 2019. Архивировано 1 октября 2018 года.
4. 1 2 3 4 5  'Why the hell are you here, Teacher!?' Anime's 2nd Promo Video Reveals April 7 Premiere (англ.). Anime News Network (30 сентября 2018). Дата обращения: 27 апреля 2019. Архивировано 8 ноября 2020 года.
5. ↑  2019年春アニメ作品リスト (яп.). Natalie (31 марта 2019). Дата обращения: 27 апреля 2019. Архивировано 2 апреля 2019 года.
6. 1 2 3  'Why the hell are you here, Teacher!?' Anime's Blu-ray Box to Include Unaired Episode (англ.). Anime News Network (6 апреля 2019). Дата обращения: 27 апреля 2019. Архивировано 19 мая 2019 года.
7. 1 2 3 4  Chris Beveridge. Why The Hell Are You Here, Teacher? Episode #01 Anime Review (англ.). The Fandom Post (7 апреля 2019).
8. 1 2 3 4 5 6 7 8 9  Why The Hell Are You Here, Teacher!? English Dubcast Edition Cast List. Hidive. Дата обращения: 27 июля 2019. Архивировано 27 июля 2019 года.
9. 1 2 3 4 5 6 7  Select "Character" and then select the character's picture (яп.). Nankoko anime official website. Дата обращения: 4 апреля 2019. Архивировано 27 января 2021 года.
10. 1 2  'Why the hell are you here, Teacher!?' Anime Reveals New Visual, 2 More Cast Members. Anime News Network (21 декабря 2018). Дата обращения: 21 декабря 2018. Архивировано 21 декабря 2018 года.
11. ↑  ja:週刊ヤングマガジン 2015年46号 (яп.). Kodansha. Дата обращения: 5 августа 2024. Архивировано 5 августа 2024 года.
12. ↑  ja:週刊ヤングマガジン 2016年32号 (яп.). Kodansha. Дата обращения: 5 августа 2024. Архивировано 5 августа 2024 года.
13. ↑  ja:「社畜！ 修羅コーサク」出張版がヤンマガに、「探偵の探偵」は連載再開 (яп.). Comic Natalie. Natasha, Inc. (17 октября 2016). Дата обращения: 5 августа 2024. Архивировано 30 марта 2023 года.
14. ↑  ja:週刊ヤングマガジン 2016年51号 (яп.). Kodansha. Дата обращения: 5 августа 2024. Архивировано 5 августа 2024 года.
15. ↑  ja:美人教師＆男子高生のエロコメディ、「なんでここに先生が!?」連載化 (яп.). Comic Natalie. Natasha, Inc. (24 апреля 2017). Дата обращения: 14 сентября 2019. Архивировано 27 апреля 2019 года.
16. ↑  Sherman, Jennifer. 'Why the Hell are You Here, Teacher!?' Manga Goes on Hiatus Due to Creator's Illness. Anime News Network (24 августа 2020). Дата обращения: 24 августа 2020. Архивировано 25 августа 2020 года.
17. ↑  Cayanan, Joanna. Soborou's 'Why the Hell are You Here, Teacher!?' Manga Resumes After 4 Years. Anime News Network (5 августа 2024). Дата обращения: 5 августа 2024. Архивировано 5 августа 2024 года.
18. ↑  Hodgkins, Crystalyn. Soborou's 'Why the Hell are You Here, Teacher!?' Manga Ends on October 21. Anime News Network (13 октября 2024). Дата обращения: 13 октября 2024. Архивировано 27 ноября 2024 года.
19. 1 2  ja:なんでここに先生が！？ (яп.). Kodansha. Дата обращения: 20 октября 2020. Архивировано 29 октября 2020 года.
20. 1 2  ja:なんでここに先生が！？（11） (яп.). Kodansha. Дата обращения: 20 октября 2020. Архивировано 19 октября 2020 года.
21. ↑  Sherman, Jennifer. BookWalker to Release 'Why the hell are you here, Teacher!?,' TenPuru Manga. Anime News Network (19 июня 2020). Дата обращения: 19 июня 2020. Архивировано 5 ноября 2022 года.
22. ↑  Why the Hell Are You Here, Teacher?! Vol 1. BookWalker. Дата обращения: 4 июня 2021. Архивировано 4 июня 2021 года.
23. ↑  ja:なんでここに先生が！？（2） (яп.). Kodansha. Дата обращения: 20 октября 2020. Архивировано 27 октября 2020 года.
24. ↑  ja:なんでここに先生が！？（2）特装版 (яп.). Kodansha. Дата обращения: 20 октября 2020. Архивировано 23 сентября 2020 года.
25. ↑  Why the Hell Are You Here, Teacher?! Vol 2. BookWalker. Дата обращения: 4 июня 2021. Архивировано 4 июня 2021 года.
26. ↑  ja:なんでここに先生が！？（3） (яп.). Kodansha. Дата обращения: 20 октября 2020. Архивировано 21 сентября 2020 года.
27. ↑  ja:CD付き なんでここに先生が！？（3）限定版 (яп.). Kodansha. Дата обращения: 20 октября 2020. Архивировано 21 сентября 2020 года.
28. ↑  Why the Hell Are You Here, Teacher?! Vol 3. BookWalker. Дата обращения: 4 июня 2021. Архивировано 4 июня 2021 года.
29. ↑  ja:なんでここに先生が！？（4） (яп.). Kodansha. Дата обращения: 20 октября 2020. Архивировано 2 декабря 2020 года.
30. ↑  ja:なんでここに先生が！？（4）特装版 (яп.). Kodansha. Дата обращения: 20 октября 2020. Архивировано 6 августа 2020 года.
31. ↑  Why the Hell Are You Here, Teacher?! Vol 4. BookWalker. Дата обращения: 4 июня 2021. Архивировано 4 июня 2021 года.
32. ↑  ja:なんでここに先生が！？（5） (яп.). Kodansha. Дата обращения: 20 октября 2020. Архивировано 21 октября 2020 года.
33. ↑  ja:なんでここに先生が！？（5）特装版 (яп.). Kodansha. Дата обращения: 20 октября 2020. Архивировано 29 сентября 2020 года.
34. ↑  Why the Hell Are You Here, Teacher?! Vol 5. BookWalker. Дата обращения: 4 июня 2021. Архивировано 4 июня 2021 года.
35. ↑  ja:なんでここに先生が！？（6） (яп.). Kodansha. Дата обращения: 8 марта 2019. Архивировано 6 марта 2019 года.
36. ↑  ja:なんでここに先生が！？（6）特装版 (яп.). Kodansha. Дата обращения: 20 октября 2020. Архивировано 28 сентября 2020 года.
37. ↑  Why the Hell Are You Here, Teacher?! Vol 6. BookWalker. Дата обращения: 4 июня 2021. Архивировано 4 июня 2021 года.
38. ↑  ja:なんでここに先生が！？（7） (яп.). Kodansha. Дата обращения: 8 октября 2019. Архивировано 23 июня 2019 года.
39. ↑  ja:DVD付き なんでここに先生が！？（7）限定版特装版 (яп.). Kodansha. Дата обращения: 20 октября 2020. Архивировано 11 августа 2020 года.
40. ↑  Why the Hell Are You Here, Teacher?! Vol 7. BookWalker. Дата обращения: 4 июня 2021. Архивировано 4 июня 2021 года.
41. ↑  ja:なんでここに先生が！？（8） (яп.). Kodansha. Дата обращения: 8 октября 2019. Архивировано 19 декабря 2019 года.
42. ↑  ja:DVD付き なんでここに先生が！？（8）限定版 (яп.). Kodansha. Дата обращения: 30 сентября 2019. Архивировано 28 декабря 2019 года.
43. ↑  Why the Hell Are You Here, Teacher?! Vol 8. BookWalker. Дата обращения: 4 июня 2021. Архивировано 4 июня 2021 года.
44. ↑  ja:なんでここに先生が！？（9） (яп.). Kodansha. Дата обращения: 11 ноября 2019. Архивировано 21 ноября 2019 года.
45. ↑  ja:DVD付き なんでここに先生が！？（9）限定版 (яп.). Kodansha. Дата обращения: 30 сентября 2019. Архивировано 21 ноября 2019 года.
46. ↑  Why the Hell Are You Here, Teacher?! Vol 9. BookWalker. Дата обращения: 4 июня 2021. Архивировано 4 июня 2021 года.
47. ↑  ja:なんでここに先生が！？（10） (яп.). Kodansha. Дата обращения: 11 октября 2021. Архивировано 25 ноября 2021 года.
48. ↑  ja:なんでここに先生が！？（10）特装版 (яп.). Kodansha. Дата обращения: 30 сентября 2019. Архивировано 16 апреля 2020 года.
49. ↑  Why the Hell Are You Here, Teacher?! Vol 10. BookWalker. Дата обращения: 4 июня 2021. Архивировано 4 июня 2021 года.
50. ↑  ja:なんでここに先生が！？（11）特装版 (яп.). Kodansha. Дата обращения: 20 октября 2020. Архивировано 21 октября 2020 года.
51. ↑  Why the Hell Are You Here, Teacher?! Vol 11. BookWalker. Дата обращения: 4 ноября 2021. Архивировано 27 ноября 2021 года.
52. ↑  Hodgkins, Crystalyn. Nande Koko ni Sensei ga!? Manga Gets TV Anime. Anime News Network (30 сентября 2018). Дата обращения: 30 сентября 2018. Архивировано 5 декабря 2020 года.
53. ↑  Why the hell are you here, Teacher!? TV Anime Reveals Cast, Staff, Visual. Anime News Network (30 сентября 2018). Дата обращения: 30 сентября 2018. Архивировано 1 октября 2018 года.
54. ↑  'Why the hell are you here, Teacher!?' Anime's 2nd Promo Video Reveals April 7 Premiere. Anime News Network (8 марта 2019). Дата обращения: 8 марта 2019. Архивировано 8 ноября 2020 года.
55. ↑  'Why the hell are you here, Teacher!?' Anime Unveils Additional Cast & Staff, Opening Song Artist. Anime News Network (10 февраля 2019). Дата обращения: 10 февраля 2019. Архивировано 2 ноября 2023 года.
56. ↑  TVアニメ「なんでここに先生が!?」公式サイト (яп.). Дата обращения: 8 апреля 2019. Архивировано 27 января 2021 года.
57. ↑  Sentai Filmworks Lands "Why the Hell are You Here, Teacher!?". Sentai Filmworks (30 марта 2019). Дата обращения: 30 марта 2019. Архивировано 30 марта 2019 года.
58. ↑  'Why the hell are you here, Teacher!?' Anime's Blu-ray Box to Include Unaired Episode. Anime News Network (6 апреля 2019). Дата обращения: 6 апреля 2019. Архивировано 8 ноября 2020 года.
59. ↑  'How Clumsy you are, Miss Ueno', 'Why the Hell are You Here, Teacher!?' Anime Get English Dubs. Anime News Network. Дата обращения: 6 июля 2019. Архивировано 6 июля 2019 года.
60. ↑  ja:なんでここに先生が!? (яп.). Tokyo MX. Дата обращения: 7 апреля 2019. Архивировано из оригинала 7 апреля 2019 года.
61. 1 2 3 4  The Spring 2019 Anime Preview Guide: Short Anime Roundup (англ.). Anime News Network (12 апреля 2019). Дата обращения: 27 апреля 2019. Архивировано 25 апреля 2019 года.